# 和田洋一 (文学研究者)
和田 洋一（わだ よういち、1903年9月22日 - 1993年12月20日）は、ドイツ文学者。新聞学者（ジャーナリズム／マス・コミュニケーション研究者）。同志社大学名誉教授。

## 経歴
出生から修学期
1903年、京都府京都市で同志社大学元学長・和田琳熊の子として生まれた。同年、日本基督教団室町教会で受洗。第三高等学校を経て、京都帝国大学文学部独文学科へ進んだ。1930年に卒業。
研究者、そして治安維持法による検挙を経て
卒業後の同年、同志社大学予科講師に就いた。1931年、予科教授に昇格。1932年、内村鑑三の姪・内村秋子と結婚。1935年、中井正一、新村猛、久野収らと共に月刊誌『世界文化』を刊行。雑誌『世界文化』を通してファシズムに対抗する論陣を張り、人間の自由と尊厳を援護し続ける人物として知られるようになった。1938年、治安維持法違反の疑いで検挙され、同志社大学を辞した。
1940年より大阪時事新報に記者として勤務。1943年からはドイツ大使館に翻訳係として勤務。1944年、社団法人独逸文化研究所研究員。
太平洋戦争後
1946年、『夕刊京都』理事、文化部長。しかし同1946年、同志社予科教授に復職。1949年、同志社大学文学部教授となり、新聞学専攻を担当した。学界方面では、1951年、日本新聞学会（現・日本メディア学会）の設立に尽力し、同学会が設立されると理事に就いた。
1953年より同志社大学研究所長（現・人文科学研究所）、1956年より文学部長。1974年に同志社大学を退任し、名誉教授となった。1993年に死去。

### 役員・委員
- 日本新聞学会理事（1951－1965年、1969－1973年）
- 思想の科学研究会会員

## 研究内容・業績
専門はドイツ語、ドイツ文学で、新聞など社会に対して影響を与えるメディアやジャーナリズムについて研究を行った。主な著書に『戦時下抵抗の研究：キリスト者・自由主義者の場合』(1968-69年)、『新島襄』（1973年）がある。
戦後は日本新聞学会（現、日本マス・コミュニケーション学会）、としても活躍した。日本新聞学会では和田を名誉会員に選出し、『世界文化』等における彼の歴史上の功績を称えた。
門下
- 木下長宏：のちに中井正一についての著書を記した。身体上の問題もあったため、同志社入学の際、文学部長の和田の面談を受けたという。

## 家族・親族
- 祖父：和田梁亮は長州藩の士族で、宇部村で私塾を開いていた[2]。
- 父：和田琳熊（りんゆう）は神学者。元同志社大学学長。梁亮の二男として生まれ、山口中学在学中に受洗、山口高等学校、東京帝国大学文科大学哲学科卒業後、同志社普通学校、同志社専門学校、同志社女学校の教頭に就任、のち文学部教授。同志社在職中、コロンビア大学、ユニオン神学校、ベルリン大学に留学[2]。
- 妹：としは守屋典郎の妻。
- 妻：和田秋子は内村鑑三の姪。
- 義父：内村順也はた英語教師。鑑三の19歳下の末弟で、関西学院中学部の英語教師をしていた[3]。和田の逮捕・拘禁時代も不敬事件をひきおこしたみずからの実兄を引き合いに出して、思想犯である娘婿に理解を示した。

## 著作
著書
- 『灰色のユーモア : 私の昭和史ノォト』理論社 1958
  - 改版『灰色のユーモア：私の昭和史』著、鶴見俊輔・保阪正康解説、人文書院 2018
- 『朝鮮を見て考えたこと』あぽろん社 1964
- 『戦時下抵抗の研究：キリスト者・自由主義者の場合』(全2巻)みすず書房(同志社大学人文科学研究所研究叢書 10,11) 1968-69
- 『新島襄』日本基督教団出版局 1973
- 『私の昭和史：「世界文化」のころ』小学館 1976
  - 文庫化 岩波現代文庫 2015
- 『わたしの始末書：キリスト教・革命・戦争』日本基督教団出版局 1984

共編著
- 『同志社の思想家たち』同志社大学生協出版部 1965
- 『新聞学を学ぶ人のために』世界思想社 1980
- 『「甘やかされた」朝鮮：金日成主義と日本』林誠宏共著、三一書房 1982
- 『洛々春秋：私たちの京都』共著、三一書房 1982
- 『アルト・ハイデルベルク物語』Otto P. Schinnerer共編、白水社 1985

訳書
- 『ヴェルダン戦の七人』ヨーゼフ・マグヌス・ヴェーネル（英語版）著、白水社 1944

## 和田洋一に関連する資料
- 『抵抗と持続』鶴見俊輔・山本明編、世界思想社